# Arbeitsgericht Johannisburg
Das Arbeitsgericht Johannisburg war ein preußisches Arbeitsgericht mit Sitz in Johannisburg.

## Geschichte
Gemäß Arbeitsgerichtsgesetz vom 23. Dezember 1926 wurden in Deutschland Arbeitsgerichte gebildet. Diese waren nur in der ersten Instanz unabhängig, die Landesarbeitsgerichte waren den Landgerichten zugeordnet. Am Landgericht Königsberg entstand so 1927 das Landesarbeitsgericht Königsberg als einziges Landesarbeitsgericht im Bezirk des Oberlandesgerichtes Königsberg. In Johannisburg entstand das Arbeitsgericht Johannisburg. Sein Sprengel umfasste die Bezirke der Amtsgerichte Arys, Bialla und Johannisburg. Es bestand eine gemeinsame Kammer für Arbeiter und Angestellte. Die zuständige Kammer für Handwerk bestand am Arbeitsgericht Lyck.
Im Jahre 1945 wurde der Arbeitsgerichtsbezirk unter polnische Verwaltung gestellt, und die deutschen Einwohner wurden vertrieben. Damit endete auch die Geschichte des Arbeitsgerichtes Johannisburg.